# Gerald Scarfe

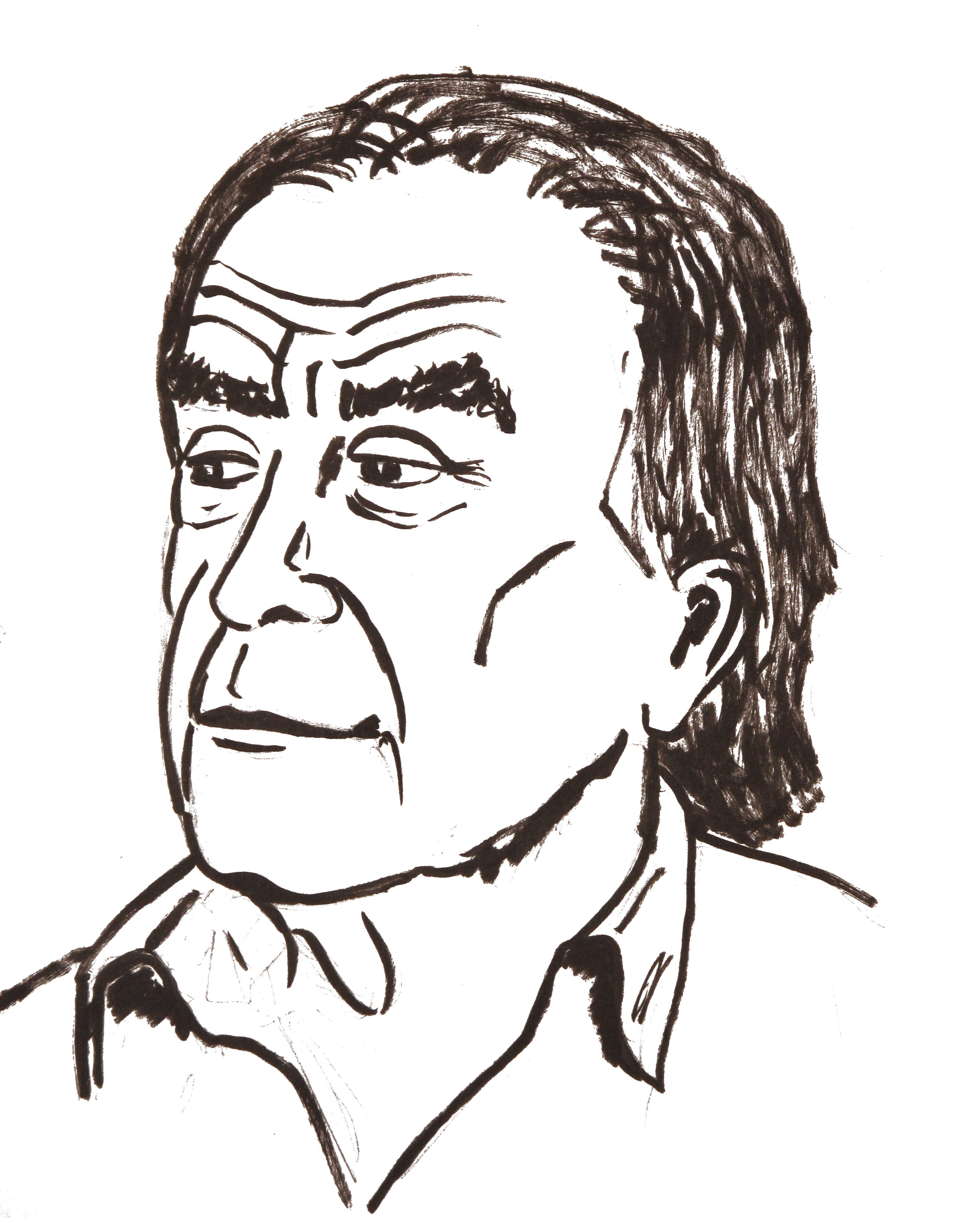

Gerald Anthony Scarfe, CBE, RDI (* 1. června 1936 St John's Wood, Londýn) je anglický karikaturista a ilustrátor. Stal se známým svou prací pro Sunday Times a ilustracemi pro The New Yorker. Pracoval také pro rockovou skupinu Pink Floyd, výtvarně se podílel na projektu The Wall (1979).
Je ženatý s Jane Asher, kterou poznal v roce 1971 a kterou si vzal v roce 1981. Mají jednu dceru a 2 syny.

## Mládí
Scarfe byl astmatickým dítětem. Strávil mnoho času upoután na lůžko, kde si kreslil pro zábavu a pro vybití své nezměrné kreativity. Říká se, že jeho pozdější výsledky jsou důsledkem právě těchto stavů. Sám později řekl, že za to mohou neschopní lékaři, kteří jej údajně špatně léčili.
Ve 14 se odstěhoval do Hampsteadu, kde byl ovlivněn prací Ronalda Searlea. Studoval na Central Saint Martins College of Art and Design (část University of the Arts London) na Southampton Row (A4200) v Holborn, střední Londýn. Následně chodil i na London College of Printing a East Ham Technical College (později Newham College of Further Education).

## Kariéra

### Rané dílo
Po krátké práci v reklamě, profesi, kterou začal postupně nenávidět, začal Scarfe vydávat své první karikatury v časopise Private Eye (cca 1960–1980). V šedesátém pátém přijal práci v Daily Mail. toto rozhodnutí ho odloučilo od společníka-karikaturisty Ralpha Steadmana, se kterým studoval na East Ham Technical College. Brzy začal Steadman ilustrovat Scarfova díla a vyprodukoval obraz člověka napůl svatého, napůl Supermana, avšak s odpojeným srdcem. V Daily Mail nakonec Gerald strávil pouze rok, během kterého byl poslán kreslit Válku ve Vietnamu.

### Práce s Pink Floyd a s Rogerem Watersem
Scarfe byl osloven Pink Floyd poté, co Roger Waters a Nick Mason zhlédli jeho animovaný BBC film A Long Drawn Out Trip. Scarfovou první prací pro Pink Floyd byla série animovaných sekvencí pro jejich turné In The Flesh, včetně animované verze skladby "Welcome to the Machine". Vytvořil také ilustrace pro album The Wall, a v roce 1982 spolupracoval na filmu Pink Floyd: The Wall, i přesto se však spolu s Watersem pohádal s režisérem Alanem Parkerem během posledních fází střihu filmu. Stejně jako umělecký design, poskytl Scarfe také animace: sekvence bombardování Anglie německým letectvem, zasazeného do skladby „Goodbye Blue Sky“, k soudu v písni „The Trial“, ke kritice konzumu v písni „What Shall We Do Now“, atd. Podílel se také na koncertním zpracování The Wall, kde byly jeho animace promítány na "Zdi".
Pokračoval v práci pro Rogera Waterse i poté, co odešel z Pink Floyd, vytvořil grafiku a animace k Watersově sólovému albu The Pros and Cons of Hitch Hiking (1984) a jeho turné.
Scarfova spolupráce s Watersem byla v roce 2008 oslavena vydáním osmi stránkové, limitované edice "Scarfe On The Wall", která obsahovala monografickou knihu (s rozšířeným interview se Scarfem) podepsanou Rogerem Watersem jako součást kolekce.

### Yes Minister
Lidé, kteří byli Scarfem karikuováni pro úvod a závěr Jistě, pane ministře a Jistě, pane premiére: Paul Eddington, Nigel Hawthorne a Derek Fowlds. Fowlds se údajně pokoušel zakoupit Scarfovy originální skici, byly na něj však příliš drahé.

### Hercules
Scarfe byl v roce 1997 osloven k práci na Disneyho filmu Hercules stvořeného Ronem Clementsem a Johnem Muskerem, dlouhodobými fanoušky, kteří vystoupali k prominenci v Disney po úspěchu filmu The Little Mermaid. Scarfe pracoval jako koncepční umělec postav. Designoval téměř všechny postavy a dohlížel na 900 Disneyho umělců, najatých k adaptaci jeho práce na film.

### Millennium Dome
Byl pozván k vytvoření skulptury Millennium Dome, která byla nazvána "Autoportrétem". Ředitel dómu Gerbeau řekl: "Zrcadla jsou tím, co máme i nemám na naší zemi rádi.".

### Divadlo
Scarfe vytvořil mnoho kulis. Například k adaptaci Fantastic Mr Fox. Později pracoval pro divadelního režiséra Petera Halla na jeho verzi Mozartovy Kouzelné Flétny , která si získala ocenění kritiků. Je také spojen s animováním divadelní show Bat out of Hell Jim Steinmana, obsahující Steinmanovu hudbu.

## Ocenění
22. listopadu 2005 jej britský Press Gazette jako třetího nejvlivnějšího karikaturistu hned za Carlem Gilesem, a Mattem Pritchettem.
Získal také ocenění 'Karikaturista roku' v British Press Awards 2006.
V roce 2008 získal řád Commander of the Order of the British Empire (CBE)